# Доника, Михаил Георгиевич
Михаи́л Гео́ргиевич До́ника (15 мая 1979, Кировская область, РСФСР, СССР) — российский хоккеист, защитник, играл в составе клубов главных лиг России, Белоруссии и Казахстана.

## Биография
Родился 15 мая 1979 года Кирово-Чепецке. Воспитанник ДЮСШ «Олимпия» (первый тренер — Владимир Фёдорович Шамаров), в команде мастеров которого и начал свою игровую карьеру в 15 лет. В 1995 году был приглашён в клуб Межнациональной хоккейной лиги «Торпедо» Ярославль, в составе которого стал чемпионом России в сезоне 1996/1997 (первом после расформирования МХЛ), а затем дважды становился бронзовым призёром чемпионата (сезоны 1997/1998 и 1998/1999).
В составе российских юниорской и молодёжной сборных был участником чемпионата Европы среди юниоров (1997 года) и участником трёх чемпионатов мира среди молодежи (завоевав бронзовые медали в 1997 году, серебряные — в 1998 году, и став чемпионом мира в 1999 году).
В 2000—2006 годах играл за клубы российской Суперлиги — московское «Динамо» (2000—2001), хабаровский «Амур» (2001—2002), московский «Спартак» (2002—2005), пермский «Молот-Прикамье» (2005—2006), новосибирскую «Сибирь» (2006). В 2006—2008 годах выступал за нижегородское «Торпедо», которое по итогам сезона 2006/2007 также добилось права выступать в Суперлиге. По ходу сезона 2007/2008 сначала перешёл в тольяттинскую «Ладу», а затем в клуб «Юность-Минск», игравший в белорусском чемпионате (и его фарм-клуб «Юниор» (Минск)).
В 2008—2010 годах играл в клубах российской высшей лиги — ханты-мансийской «Югре» (2008—2010) и тюменском «Газовике». С 2010 года играл в клубах Казахской хоккейной лиги — карагандинской «Сарыарке» (2010—2012, в сезоне 2011/2012 стал бронзовым призёром чемпионата), павлодарском «Иртыше» (2012/2013, стал чемпионом), кокшетауском «Арлане» (2013/2014, стал серебряным призёром), «Алматы» (2014/2015).
В 2015 году завершил карьеру.

## Достижения
- Чемпион России 1996/1997.
- Бронзовый призёр чемпионата мира среди молодёжи 1997.
- Бронзовый призёр чемпионата России 1997/1998
- Серебряный призёр чемпионата мира среди молодёжи 1998.
- Бронзовый призёр чемпионата России 1998/1999
- Чемпион мира среди молодёжи 1999.
- Бронзовый призёр чемпионата Казахстана 2011/2012.
- Чемпион Казахстана 2012/2013.
- Серебряный призёр чемпионата Казахстана 2013/2014.